# Acronicta fallax
Acronicta fallax (green marvel) es una especie de polilla de la familia Noctuidae. Se encuentra en Norteamérica, desde Ontario, Quebec, Nuevo Brunswick, Nueva Escocia, Terranova y Labrador y Manitoba hasta Arizona y Florida. Anteriormente era considerada Agriopodes fallax.
Tiene una envergadura de 34 mm. Los adultos vuelan entre febrero y noviembre en Florida.
Las larvas se alimentan principalmente de especies de Viburnum.